# Ко всем чертям!
«Ко всем чертям!» (нидерл. Naar de klote!) — андерграундный драматический фильм 1996 года Ариана Каганова, выпущенный независимой студией Sahara Film. Он стал известен как фильм, запечатлевший рейв-культуру девяностых и габбер-сцену в Нидерландах и был снят в самый её разгар. Название пошло от трека «Alles naar de Klote» (рус. Всё пошло к чертям), который был хитом хардкор-техно группы The Euromasters из Роттердама.
Музыкальным сопровождением к фильму стали треки техно-групп Party Animals, Flamman & Abraxas и Deepzone.
В англоязычных странах вышел под названием Wasted!.

## Сюжет
Нидерланды, 90-е годы XX века. Молодые голландские провинциалы Мартин и Жаклин отправляются в Амстердам, где с головой уходят в новый для них мир большого города: на бесконечных тусовках и рейвах Мартин курит марихуану, а Жаклин, впервые попробовав таблетки экстази, впоследствии начинает ими торговать. В какой-то момент они теряют контакт, и теперь вновь пытаются найти друг друга.

## В ролях
- Тиго Гернандт — Мартин
- Фем ван дер Эльзен — Жаклин
- Том Хоффман — ди-джей «Ковбой»
- Майк Либанон — негр Уинстон
- Хьюго Метсерс-младший — Джей-Пи, наркоторговец
- Рик Николет — мать Жаклин
- Миха Хулсхоф — парень с мобильным телефоном